# Flight of Icarus
Flight of Icarus – ósmy singel brytyjskiej heavymetalowej grupy Iron Maiden.
Tytułowy utwór jest poniekąd oparty na greckim micie o Dedalu i Ikarze. Opowiada o dwóch mężczyznach – ojcu i synu, którzy wzbijają się w niebo na samodzielnie zbudowanych skrzydłach. Autor tekstu, Bruce Dickinson, powiedział, iż nieco przeinaczył treść starożytnej opowieści, by stworzyć alegorię buntu nastolatków przeciw dorosłym autorytetom. Przez to we „Flight of Icarus” Ikar w ostatnich chwilach życia przeklina ojca, twierdząc, że ten celowo dał mu wadliwe skrzydła.
Utwór znalazł się, poza pierwotnym albumem Piece of Mind, także na albumie koncertowym Live After Death oraz kompilacjach Edward the Great i The Essential Iron Maiden.
Drugi utwór – „I’ve Got the Fire” – jest coverem piosenki amerykańskiej grupy Montrose. Oryginalnie zamieszczony był na albumie Paper Money pod nazwą „I Got the Fire”. Utwór ten był już zamieszczony przez Iron Maiden na singlu „Sanctuary”. Tam jednak jako wokalista udzielał się Paul Di’Anno, a nagranie było wersją „live” (podczas gdy wersja z singla „Flight of Icarus” została nagrana w studiu).

## Lista utworów
1. „Flight of Icarus” (Adrian Smith, Bruce Dickinson) – 3:49
2. „I’ve Got the Fire” (Ronnie Montrose) – 2:37

## Twórcy
- Bruce Dickinson – śpiew
- Dave Murray – gitara
- Adrian Smith – gitara, podkład wokalny
- Steve Harris – gitara basowa, podkład wokalny
- Nicko McBrain – perkusja